# تدخلات العقل والجسد
تدخلات العقل والجسد (غالبًا ما يُستخدم هذا المصطلح باعتباره مرادفًا لمصطلح تدريب العقل والجسد)، يُستخدم هذا المصطلح لوصف التدخلات المتعلقة بالصحة واللياقة البدنية التي يُزعم بأنها تعمل على المستوى الجسدي والعقلي، بما في ذلك اليوغا والتاي تشي شوان والبيلاتس.
طرح المركز الوطني الأمريكي للصحة التكميلية والتكاملية هذه الفئة في شهر سبتمبر من عام 2000، إذ شملت التدخلات الطبية البديلة. يُستثنى من هذه الفئة الممارسات المُعتمدة علميًا مثل العلاج السلوكي المعرفي. وجدت مراجعات كوكرين دراسات هذا المجال صغيرة وذات صلاحية علمية متدنية.
بدأ المؤلفون ممن يوثقون الأبحاث التي أُجريت باسم المركز الوطني الأمريكي للصحة التكميلية والتكاملية باستخدام مصطلحي «ممارسات العقل – الجسد» و «طب العقل – الجسد» على سبيل الترادف مع مصطلح تدخلات العقل – الجسد منذ عام 2008، وذلك للإشارة إلى العلاجات والممارسات التأهيلية الجسدية والعقلية التي «تركز على العلاقات بين الدماغ والعقل والجسد والسلوك، والتي تؤثر على الصحة والمرض». صرح المركز أن «ممارسات العقل – الجسد منطوية على مجموعة كبيرة ومتنوعة من الإجراءات أو التقنيات التي يديرها أو يدرّسها ممارس أو معلم مُدرب».

## الأدلة على فعاليتها
تتسم معظم دراسات تدخلات العقل – الجسد والتقنيات المتعلقة بها بأنها صغيرة وذات صلاحية علمية متدنية، وهو استنتاج مهيمن على العديد من مراجعات كوكرين. تُظهر بعض من الدراسات الفردية نتائجًا إيجابيةً، لكن من الممكن أن يكون الأمر وليد الصدفة أو مجرد تأثيرات للعلاج الوهمي، إذ من المحتمل أن تنخفض هذه التأثيرات الإيجابية عند اختيار المجموعات بشكل عشوائي.
يشير أنصار تقنيات تدخلات العقل – الجسد إلى أن الأساس المنطقي لتدريب العقل – الجسد متمثل بأن العقل تابع للجسد والجسد تابع للعقل. يُمكن أن يُعزى هذا الاتصال بين العقل – الجسد إلى الهرمونات والمواد الكيمائية التي تُفرز خلال الحركة، ولو أن الاتصال بين العقل – الجسد يخضع لهيمنة الدماغ ويُعتبر أشبه بآليات عصبية. تشير بعض الدلائل إلى احتمالية تأثير صعوبة الحركة على النمو الدماغي.
يبرر مؤيدو هذه التقنيات التناوب الواضح بين أجزاء التمارين العقلية والجسدية بأن النشاط الجسدي يسفر عن ارتفاع معدل ضربات القلب وزيادة الضغط النفسي، وهي نتائج تحاكي الظروف التي تتطلب استخدام الرياضيين لمهاراتهم العقلية أكثر من غيرها. يُعتقد بأن لهذه الظروف دور في جعل التدريب أكثر وظيفيةً، إذ يوجد بعض الأدلة العلمية المحدودة التي تدعم فعالية هذه التقنيات بسبب هذا النوع من النهوج.
يوجد بعض الفوائد الموثقة والمستندة للبحث العلمي فيما يتعلق بالعديد من تدخلات العقل – الجسد: أولًا، استخدام تدخلات العقل – الجسد للمساهمة في علاج مجموعة من الحالات مثل الصداع ومرض القلب التاجي والألم المزمن؛ ثانيًا، استخدام هذه التدخلات في التخفيف من المرض وأعراض الغثيان الناجم عن العلاج الكيميائي والتقيؤ والألم الجسدي الموضعي لدى مرضى السرطان؛ ثالثًا، استخدامها لزيادة القدرة المتصورة للتغلب على التحديات والمشاكل الكبيرة؛ رابعًا، استخدامها لتحسين جودة الحياة –المبلغ عنها- بصفة عامة. بالإضافة إلى ذلك، هناك بعض الأدلة التي تدعم تأثير الدماغ والجهاز العصبي المركزي على الجهاز المناعي، وقدرة تدخلات العقل – الجسد على تعزيز نتائج وظائف المناعة، بما في ذلك الدفاع ضد العدوى والمرض والتعافي منهما.
نادرًا ما يُبلّغ عن أي آثار جانبية فيما يتعلق بتدريب العقل – الجسد. وعلى الرغم من ذلك، أشارت بعض الدراسات إلى وجود علاقة بين التأمل وبعض الآثار الضارة غير المرغوبة في بعض المجموعات السريرية المحددة (على سبيل المثال، الأشخاص الذين أصيبوا باضطراب الكرب التالي للصدمة النفسية)، لكن تعتبر هذه الدراسات صغيرة. 
هناك أدلة محدودة وعالية الجودة حول تأثير الشدة والمدة. أُجريت دراسة صغيرة على 87 مشاركة ذات صحة جيدة وخاضعة لتدريب العقل – الجسد أو غير خاضعة له، ليتبين أن المشاركات بنشاط في برنامج عبر الإنترنت أصبحن أكثر مرونة في مواجهة التوتر والغضب والقلق والاكتئاب بعد 8 أسابيع من الدراسة مقارنةً بحالتهن بعد 4 أسابيع. وعلى الرغم من ذلك، لم تتسم هذه الدراسة بالعشوائية، ومن الممكن أن يكون تأثير العلاج الوهمي كبير على نتائج الفحوصات النفسية الذاتية.